# فأراوية جيبية
فأراوية جيبية (الاسم العلمي: Perognathini) هي قبيلة من الحيوانات تتبع فصيلة الفئران المتغايرة من رتبة القوارض.

## أجناس
- فأر جيبي خشن
- فأر جيبي حريري